# Wapen van Borculo

Wapen van Borculo

Het wapen van Borculo toont het wapen van de voormalige gemeente Borculo. De gemeente werd met het wapen bevestigd bij Koninklijk Besluit op 20 juli 1816. De omschrijving luidt:
"Van lazuur, beladen met twee scheepshaken staande en sautoir en verteld van drie ballen twee op zijde en een en pointe, alles van goud."

## Geschiedenis
Het stadzegel van Borculo is afgeleid van het wapen van de heren van Borculo. De oudst bekende afbeelding van het stadszegel is uit 1409.
In de Kroniek van Jan van Heelu werd het wapen van Hendrik III van Borculo, die in 1288 bij de slag bij Woeringen als bondgenoot van graaf Reinoud I van Gelre sneuvelde, als volgt omschreven: ‘… ene baniere van goude, daer waren in drie coken root’. Ook staat een afbeelding van het wapen in het Wapenboek Gelre (ca. 1370).
In 1816 bevestigde de Hoge Raad van Adel de gemeente Borculo in het bezit van het wapen met de beschrijving hierboven. Het banier van ‘goud’ werd in 1816 een schild van lazuur, terwijl de drie rode ‘ballen’ of bollen in 1816 in ‘goud’ (rijkskleuren) werden veranderd.
Het helmteken komt voor in de "beschrijving der vroegere Nederlandsche gemeentezegels" dat wordt bewaard in het Gelders Archief te Arnhem. Daarbij staat de aanvulling: Het schild gedekt door een gesloten helm, waarboven het wapen.  Daarin wordt ook beschreven het randschrift van dat zegel: SIGILLUM CIVITATIS BORCULOENSIS. Deze laatste beschrijving komt niet voor in de beschrijving van de Hoge Raad van Adel.

## Herkomst drie bollen
Het niet duidelijk waar de afbeelding van de drie bollen vandaan komt.
De drie bollen of ringen waren niet ongebruikelijk in de 13e en 14 eeuw. In de zegelverzameling van het Gelders archief komen meerdere personen voor die al voor 1400 zegelen met 3 bollen, ballen of ringen: Matthias de Speculo (von Spiegel), 1287; Johannes van Borclo, 1317; Adolf van Bershouwer, 1335; Johannis van Hagenbeke, 1340; Hendricus Borculo, 1342; Diderik van Hulhuizen, 1359; Diderik van Moenmenten, 1368; Gijsbrecht van Bronckhorst, 1368; Antonius van Hagenbeke, 1395.
Maar nog ouder zijn de drie bollen als attribuut van de H. Nicolaas. Hij werd in deze streek al vroeg bewonderd, getuige ook de vele kerken, altaren en vicarieën in Nederland en Duitsland die vanaf de 12e eeuw aan hem werden toegewijd. Kennelijk ook door de heren van Borculo. Immers op in 1342 schenkt Heer Henrick, heer van Borculo, een goed aan de Vicarie in de kapel te Borculo toegewijd aan de H. Nicolaas, waarvan hij ook de collator is.

## IJshaken of pikhaken
Mogelijk kunnen de scheepshaken in het wapen van Borculo worden verklaard als symbolen voor de scheepvaart op de Berkel die vroeger van betekenis was voor Borculo. Deze verklaring ligt wat minder voor de hand omdat de Berkel tot eind 16de- begin 17de eeuw niet of nauwelijks bevaarbaar was.
Te Vaarwerk suggereert dat het ijshaken zijn en brengt dat in verband met de verplichting van de Burgers van Borculo volgens de stadsrechten uit 1375 om de stadsgrachten ijsvrij te houden.
Het gebruik van pikhaken op ijs is niet vreemd: Op oude Delfts blauwe tegels en schilderijen ziet men vaak schaatsers met een stok over de schouder schaatsen. Gelet op de haak aan de bovenzijde van deze stokken zullen het waarschijnlijk schippers zijn geweest die een pikhaak meenamen. Waarschijnlijk deden zij dit om in geval van door het ijs zakken zich met de stok in veiligheid te kunnen brengen Er is overigens een opvallende gelijkenis qua indeling met het wapen van Villingendorf. De blazoenering is: twee naar binnengekeerde pikhaken (Flösserhaken), aan beide kanten en onder elk vergezeld van een achtpuntige zilveren ster.
Het wapen was tot 1 januari 2005 door de gemeente in gebruik. Toen werden de gemeenten Borculo, Eibergen, Neede en Ruurlo via een gemeentelijke herindeling samengevoegd tot de nieuwe gemeente Berkelland. Het wapen van Borculo werd als onderdeel opgenomen in het wapen van Berkelland.

## Verwante wapens

Verschijningsvorm uit het Wapenboek Gelre
Bernhard von Galen.
Huis Limburg Stirum
Wapen van Berkelland
Waterschap van de Berkel
Uit Siebmachers wapenboek

## literatuur en externe bronnen
- Bennie te Vaarwerk, De haken in het Borculose stadswapen, 13 Juli 2014. Op website: heerlijkheidborculo.nl
- E.J. Ebbenhorst Tengbergen, ‘Het wapen van de gemeente Borculo’, in: Jaarboek Achterhoek en Liemers 1982. De gemeentewapens, blz. 27-29..
- Gemeentewapens, Jaarboek Achterhoek en Liemers 1982. Oudheidkundige vereniging "De Graafschap" Uitgave Walburg pers.

Aalst · 
Ammerzoden · 
Angerlo · 
Appeltern · 
Batenburg · 
Beesd · 
Beltrum · 
Bemmel · 
Bergharen · 
Bergh · 
Beusichem · 
Borculo · 
Brakel · 
Buurmalsen · 
Deil · 
Didam · 
Dinxperlo · 
Dodewaard ·
Doornspijk ·
Dreumel ·
Driel ·
Echteld ·
Eibergen ·
Elst ·
Est en Opijnen ·
Everdingen ·
Ewijk ·
Gameren ·
Geesteren · 
Geldermalsen · 
Gendringen · 
Gendt ·
Groenlo ·
Groesbeek ·  
Haaften ·
Hedel ·
's-Heerenberg ·
Heerewaarden ·
Hemmen ·
Hengelo ·
Herwen en Aerdt ·
Herwijnen ·
Heteren ·
Heukelum ·
Hoevelaken ·
Horssen ·
Huissen ·
Hummelo en Keppel ·
Hurwenen  ·
Kerkwijk ·
Keppel ·
Kesteren ·
Laren · 
Lichtenvoorde ·
Lienden ·
Lingewaal · 
Maurik ·
Millingen aan de Rijn ·
Nederhemert ·
Neede ·
Neerijnen ·
Netterden ·
Niftrik ·
Nijbroek ·
Ophemert ·
Overasselt ·
Pannerden ·
Poederoijen · 
Renkum ·
Rijnwaarden ·
Rossum ·
Ruurlo ·
Steenderen ·
Terborg ·
Twello ·
Ubbergen ·
Valburg ·
Varik ·
Vorden ·
Vuren ·
Waardenburg ·
Wadenoijen ·
Wamel ·
Wehl ·   
Warnsveld ·
Wisch ·
Zeddam ·
Zelhem ·
Zoelen ·
Zuilichem 

Dorps-, heerlijkheids- en stadswapens: 

Acquoy 
· Baak 
· Barlham 
· Bredevoort 
· Doreweerd 
· Elden
· Enspijk 
· Gellicum 
· Groessen 
· Hakfort 
· Hellouw 
· IJzendoorn 
· Kell  
· Lede en Oudewaard 
· Lichtenberg 
· Loil 
· Maasbommel 
· Meijnerswijk 
· Meteren 
· Middagten 
· Rhenoy 
. Rumpt
· Tricht 
· Verwolde 
· Wildenborch